# هاکبریج
latitudeهاکبریجlongitudeهاکبریج
هاکبریج (به انگلیسی: Hackbridge) یک ناحیه در لندن است که در منطقه ساتون لندن واقع شده‌است.

## نگارخانه

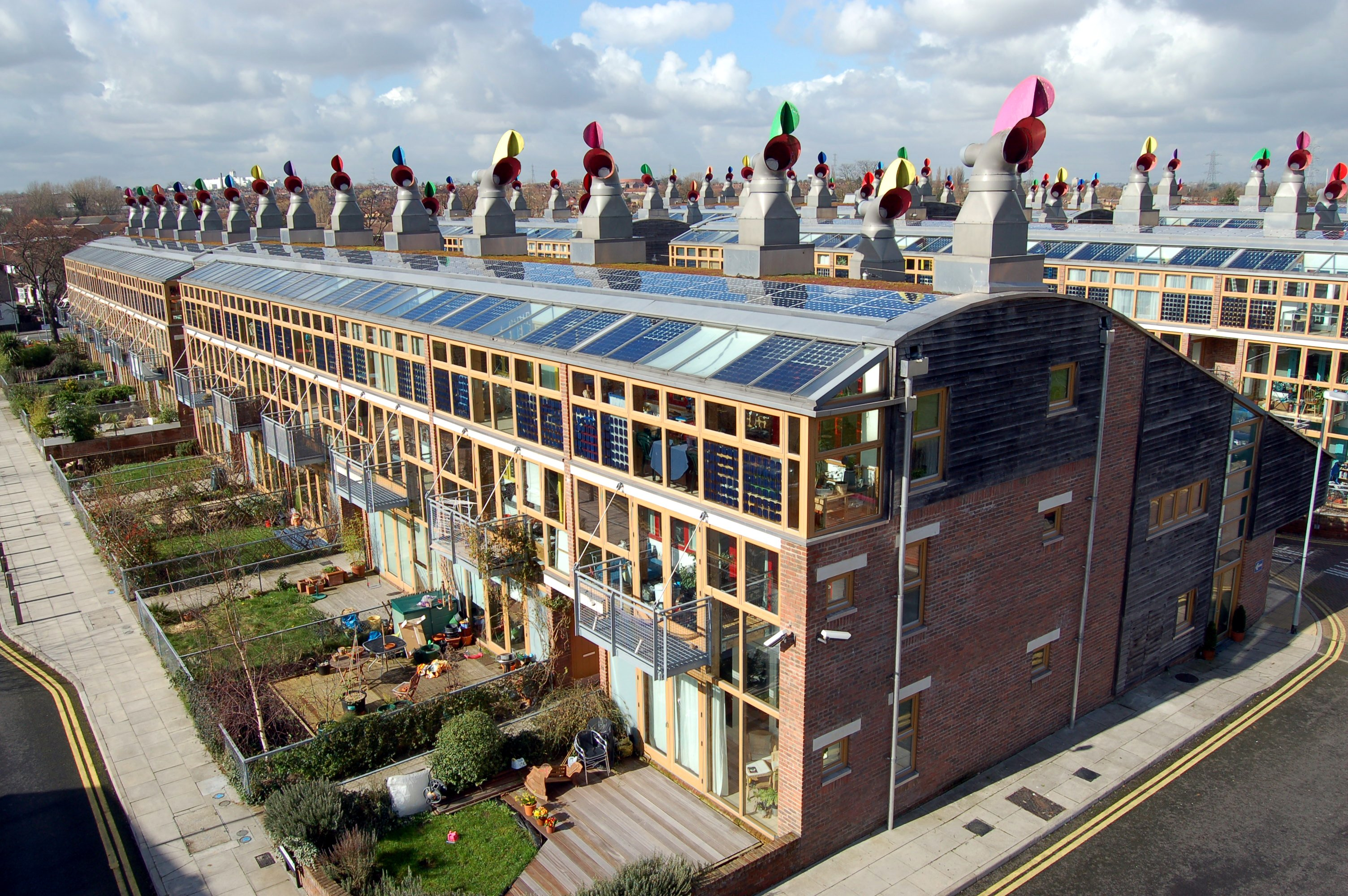
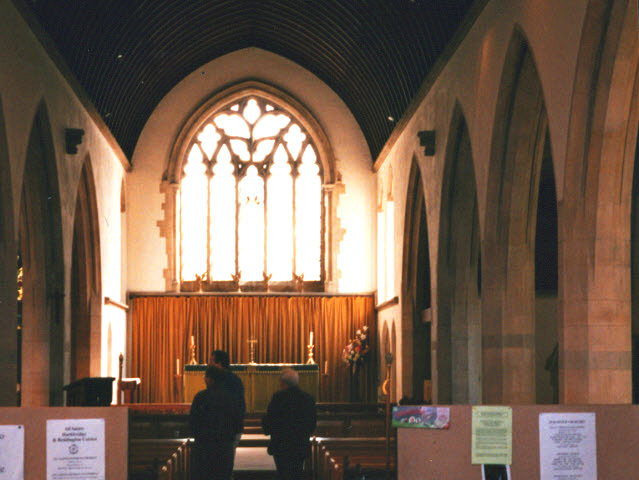
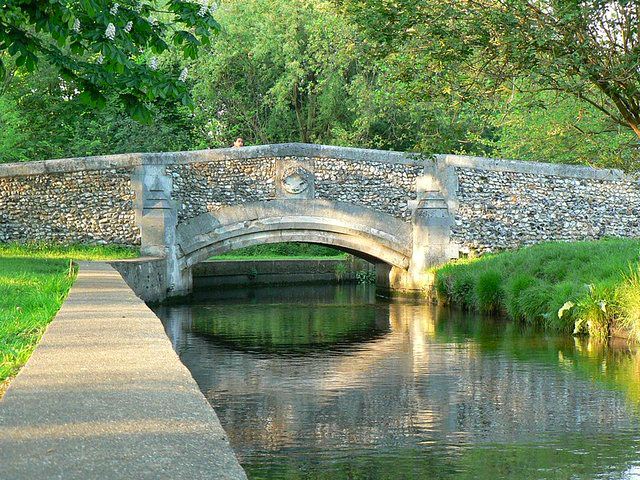
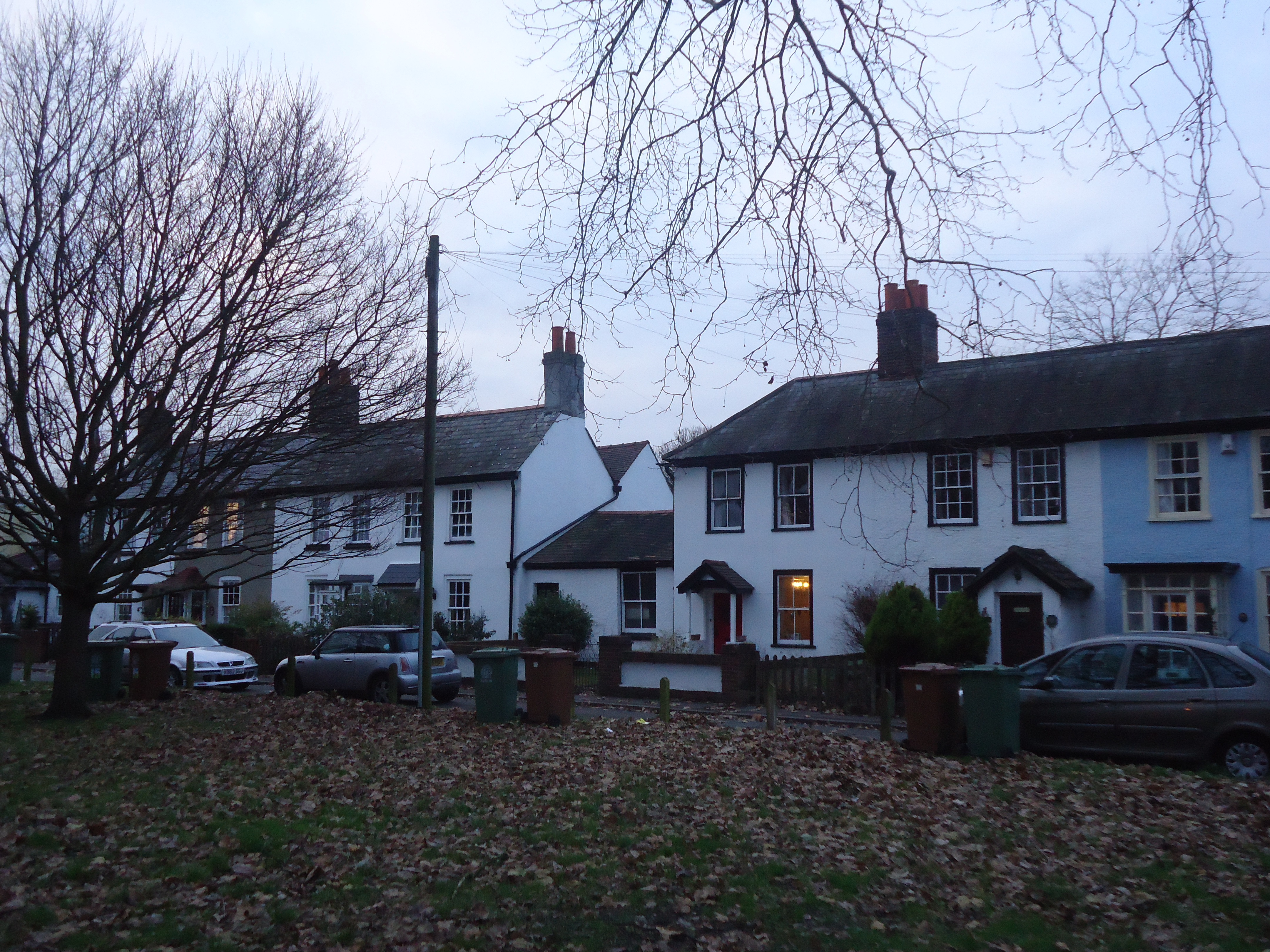
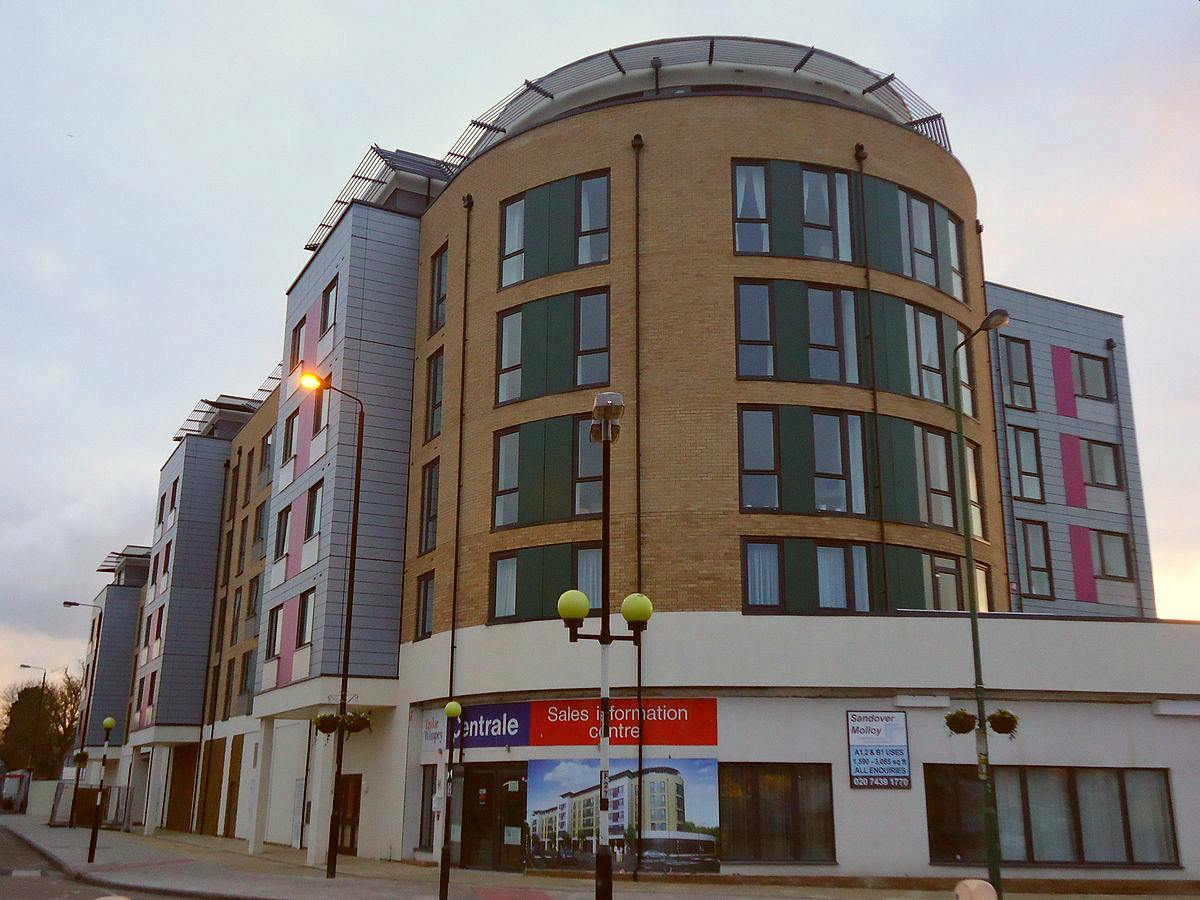